# PMC (companyia)
|  | Per altres conceptes o organitzacions anomenats igual, vegeu PMC |

PMC (Penske Media Corporation), anteriorment Mail.com Media Corporation (MMC), és una companyia de mitjans digitals controlada i operada pel seu president i director general Jay Penske.
La companyia controla Variety, Boy Genius Report, Deadline.com, OnCars.com, HollywoodLife.com, Movieline, MailTimes i TVLine.